# タイラー・ミラー
タイラー・ミラー（Tyler Miller、1993年3月12日 - ）は、アメリカ合衆国出身のサッカー選手。D.C. ユナイテッド所属。ポジションはGK。

## クラブ経歴
2015年1月15日に開催されたMLSスーパードラフトで、2巡目(全体33人目)でシアトル・サウンダーズFCに指名された。しかしその4日後、ドイツ・レギオナルリーガのSVNツヴァイブリュッケンと契約を結んだ。
2015年9月7日、ユナイテッドサッカーリーグのシアトル・サウンダーズFC 2と契約を結んだ。3日後のアリゾナ・ユナイテッドSC戦で加入後初出場し、4-0の勝利に貢献した。
2017年12月12日に開催されたMLSエクスパンションドラフトでロサンゼルスFCに指名された。2018年3月4日の古巣シアトル・サウンダーズFC戦で加入後初出場。同試合では4セーブを記録し、1-0のクリーンシートでの勝利に貢献した。
2020年1月16日、総額20万ドル（2020年に15万ドル、2021年に5万ドルの分割払い）の金銭トレードでミネソタ・ユナイテッドFCに移籍。契約は2022年までで延長オプションも付いている。
2022年11月23日、D.C. ユナイテッドへの移籍が発表された。

## 代表歴
U-23代表チームでのプレー経験がある。
2019年6月、A代表0キャップながら第3キーパーとして2019 CONCACAFゴールドカップ参加メンバーの一人に選ばれた。なお試合には出場せず大会を終えた。

## タイトル

### クラブ
シアトル・サウンダーズFC
- MLSカップ: 2016

ロサンゼルスFC
- サポーターズ・シールド: 2019